# Amir Karič
Amir Karič (Velenje, 1973. december 31. –), szlovén válogatott labdarúgó.
A szlovén válogatott tagjaként részt vett a 2000-es Európa-bajnokságon és a 2002-es világbajnokságon.

## Sikerei, díjai
Maribor
- Szlovén bajnok (6): 1996–97, 1998–99, 1999–2000, 2000–01, 2001–02, 2002–03
- Szlovén kupagyőztes (4): 1993–94, 1996–97, 1998–99, 2003–04

Apollón Lemeszú
- Ciprusi bajnok (1): 2005–06

Anórthoszi Ammohósztu
- Ciprusi kupagyőztes (1): 2006–07

FC Koper
- Szlovén bajnok (1): 2009–10
- Szlovén kupagyőztes (1): 2005–06